# Réseau routier d'Indre-et-Loire
Cet article présente l'histoire, les caractéristiques et les événements significatifs ayant marqué le réseau routier du département d'Indre-et-Loire en France.
Au 31 décembre 2017, la longueur totale du réseau routier du département d'Indre-et-Loire est de 12 359 kilomètres, se répartissant en 204 kilomètres d'autoroutes, 12 kilomètres de routes nationales, 3 957 kilomètres de routes départementales et 8 186 kilomètres de voies communales. 

## Histoire

### XVIIIesiècle
De 1750 à 1784, l’ensemble du réseau routier est pour la première fois cartographié à grande échelle (au 86400e) et de manière complète par Cassini de Thury, à la demande Louis XV. Ces cartes sont d’une grande richesse toponymique, mais d’une grande pauvreté quant à la figuration du relief et de l’altimétrie. De même les chemins secondaires sont rarement représentés, du fait d’une part de leur état médiocre, d’autre part de leur faible importance économique. Cependant, l'Etat royal se préoccupe fortement des grands axes de communications, comme les routes royales.
Pour voir les cartes de Cassini du département d'Indre-et-Loire, cliquer sur les zones ci-dessous : 

zone de Tours 

zone de Loches

zone de Chinon

### XIXesiècle
L'État décide au début du XIXe siècle d'adopter une nouvelle politique routière afin de permettre la démocratisation des transports terrestres. Sous le Premier Empire, Napoléon Ier décide de promulguer la loi du 11 décembre 1811 qui permet en partie de régler les problèmes liés à l'entretien des routes. Ces dernières sont alors classées en 3 catégories :
- routes impériales dites de première classe (qui deviennent à la Restauration les routes royales, puis les routes nationales lors de la Troisième République),
- routes départementales dites de seconde classe,
- chemins vicinaux dits de troisième classe.

L'entretien des chemins vicinaux sont à la charge des localités et du département, alors que les routes départementales sont financées par l'État et le département concerné. Pour les routes impériales, l'essentiel du budget d'entretien provient de l'Etat. Grâce à cette nouvelle organisation, les routes de première et seconde classe sont en bon état à la fin de la Restauration. 4% du budget de l'Etat est alors réservé à l'entretien et la création de ces routes. De plus, le nouveau procédé du macadam permet aux usagers de se mouvoir sur des surfaces de meilleures qualités. Le Corps des Ponts et Chaussées supervise les travaux, et cela en prenant en compte la notion du paysage, surtout en Indre-et-Loire. Afin d'assurer des routes plus sécurisées et fluides, l'Ingénieur en chef des Ponts et Chaussées fait abattre des arbres, démolit des maisons, en partie ou en totalité. 
Les chemins vicinaux connaissent une forte croissance en Indre-et-Loire, représentant 24 000 kilomètres en 1845. Cependant, seulement 6 745 kilomètres sont classés comme des chemins vicinaux. L'état de ces chemins est très problématique lors des voyages en voiture publique (tiré par des chevaux), surtout en hiver, lorsque la boue est souvent à l'origine d'accident, tout comme le gel. Malgré l'amélioration de ces routes, les conseils municipaux essaient d'entretenir le moins possible ces dernières, car cela représente un budget considérable. l’agent voyer en chef d'Indre-et-Loire recommande en 1845 « d’éviter les tiraillements des influences locales, et de bien préciser les chemins que chaque commune doit, dans son intérêt général, réparer et entretenir ». On trouve de nombreuses pétitions de ces conseils qui essayent de classer des chemins en tant que routes départementales, et ainsi échapper au financement. Le conseil général essaye d'aider les petites communes, comme en 1832 où il décide d'allouer un budget de 625 000 francs à l'extension et l'entretien de diverses routes. A travers les chemins, l’État adopte une politique de désenclavement du territoire français, et qui se poursuit par la suite avec le chemin de fer. La loi du 21 mars 1836 classe de manière définitive les chemins afin d'assurer un financement de l'entretien juste et équitable. En 1845 en Indre-et-Loire, 24 personnes sont chargées de l'entretien des chemins. Malgré cela, les abus sont fréquents, avec des travaux bâclés, mais aussi l'utilisation du budget alloué à d'autres travaux. Les travaux d’entretien sont laissés sans surveillance de telle sorte que : « les prestataires ramassaient et transportaient annuellement sur les chemins une assez grande quantité de pierres que les tombereaux déchargeaient de distance en distance. J’ai vu ces matériaux rester ainsi des années sans être écartés ; en sorte que les voitures avaient une suite de monticules à gravir ».
La création des routes départementales permet de fluidifier le trafic, qui est de plus en plus dense, et reçoit donc une attention particulière de la part de l'administration. En France, l'ensemble des grandes artères routières passe de 14 300 kilomètres en 1824, à 25 000 kilomètres en 1830. En Indre-et-Loire, plus de 1 200 kilomètres de routes départementales sont présentes en 1820. C'est la loi du 18 juillet 1866 qui classe de manière définitive les routes de 2de catégorie.

308 kilomètres traversent l'Indre-et-Loire à la fin de la Restauration, et reprend quasiment le même trajet que nos routes Nationales actuelles. D'ailleurs la route Royale traverse Tours, et permet de relier Paris à Bayonne rapidement.

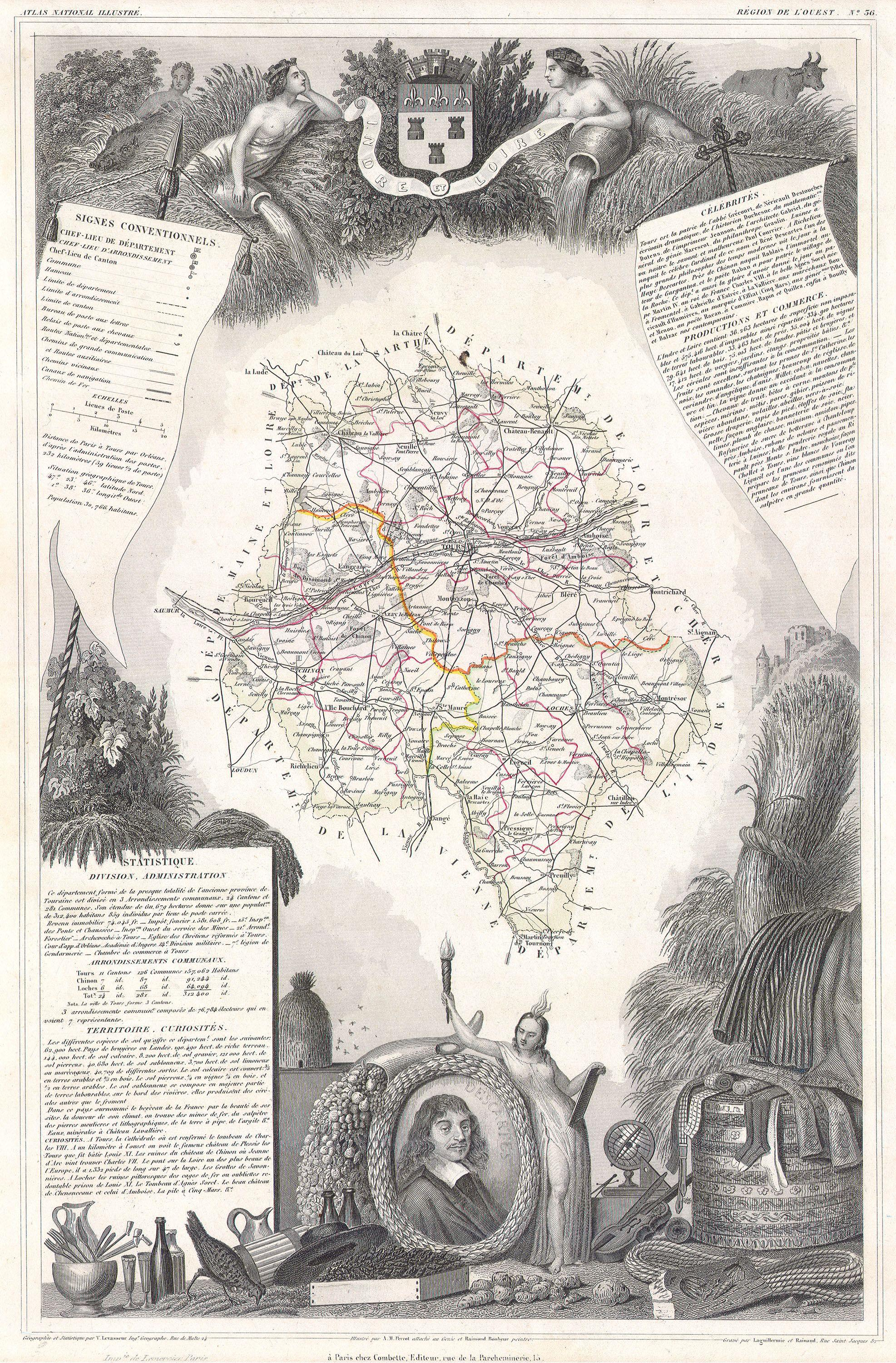
Carte Levasseur du département d'Indre-et-Loire (1847)

L'ensemble de ces lois permet une densification du trafic, et donc une hausse de la mobilité, ce qui se voit par exemple dans l'augmentation du nombre de demandes de certificat de voitures publiques. Ces dernières permettent aux voyageurs de réaliser des trajets assez longs, souvent supérieurs à 20 kilomètres. Ce processus est encouragé par la politique de désenclavement de l’État. Un extrait des délibérations du Conseil Municipal de Vouvray affirme en février 1848 que : "l'existence d'un bon service d'omnibus entre Vouvray et Tours est devenu indispensable aux habitants de la commune, en raison des habitudes nouvelles introduites depuis douze ans, par la facilité des communications." La majorité de ces voitures réalisent des services réguliers, avec un aller-retour par jour en moyenne. Malgré ce point, le mauvais état des routes, ainsi que la fatigue des chevaux sont des freins à la vitesse. En moyenne, ces voitures vont à 5,08 kilomètres à l'heure en Indre-et-Loire. Le recensement de la circulation réalisé par la police de la voirie montre clairement que la fréquentation des routes est en augmentation.
L’Atlas national illustré réalisé par Victor Levasseur est un précieux témoignage du XIXe siècle, les cartes coloriées à la main sont entourées de gravures indiquant statistiques, notes historiques et illustrations caractéristiques des départements. Sur ces cartes sont représentées les routes, voies ferrées et voies d'eau. Par ailleurs, les départements sont divisés en arrondissements, cantons et communes.

### XXesiècle

#### Réforme de 1930
Devant l'état très dégradé du réseau routier au lendemain de la Première Guerre mondiale et l'explosion de l'industrie automobile, l'État, constatant l'incapacité des collectivités territoriales à remettre en état le réseau routier pour répondre aux attentes des usagers, décide d'en prendre en charge une partie. L'article 146 de la loi de finances du 16 avril 1930 prévoit ainsi le classement d'une longueur de l'ordre de 40 000 kilomètres de routes départementales dans le domaine public routier national.
En ce qui concerne le département d'Indre-et-Loire, ce classement devient effectif à la suite du décret du 27 décembre 1930.

#### Réforme de 1972
En 1972, un mouvement inverse est décidé par l'État. La loi de finances du 29 décembre 1971 prévoit le transfert dans la voirie départementale de près de 53 000 kilomètres de routes nationales. Le but poursuivi est :
- d'obtenir une meilleure responsabilité entre l'État et les collectivités locales en fonction de l'intérêt économique des différents réseaux,
- de permettre à l'État de concentrer ses efforts sur les principales liaisons d'intérêt national,
- d'accroître les responsabilités des assemblées départementales dans le sens de la décentralisation souhaitée par le gouvernement,
- d'assurer une meilleure gestion et une meilleure programmation de l'ensemble des voies.

Le transfert s'est opéré par vagues et par l'intermédiaire de plusieurs décrets publiés au Journal officiel. Après concertation, la très grande majorité des départements a accepté le transfert qui s'est opéré dès 1972. En ce qui concerne le département d'Indre-et-Loire, le transfert est acté avec un arrêté interministériel publié au journal officiel le 31 décembre 1972.

### XXIesiècle

#### Réforme de 2005
Une nouvelle vague de transferts de routes nationales vers les départements intervient avec la loi du 13 août 2004 relative aux libertés et responsabilités locales, un des actes législatifs entrant dans le cadre des actes II de la décentralisation où un grand nombre de compétences de l'État ont été transférées aux collectivités locales. Dans le domaine des transports, certaines parties des routes nationales sont transférées aux départements et, pour une infime partie, aux communes (les routes n'assurant des liaisons d'intérêt départemental). 
Le décret en Conseil d’État définissant le domaine routier national prévoit ainsi que l’État conserve la propriété de 8 000 kilomètres d’autoroutes concédées et de 11 800 kilomètres de routes nationales et autoroutes non concédées et qu'il cède aux départements un réseau de 18 000 kilomètres. 
Dans le département d'Indre-et-Loire, le transfert est décidé par arrêté préfectoral signé le 13 décembre 2005. 275 kilomètres de routes nationales sont déclassées. La longueur du réseau routier national dans le département passe ainsi de 287 kilomètres en 2004 à 14 en 2006 pendant que celle du réseau départemental s'accroît de 3 352 à 3 813 kilomètres. 

## Caractéristiques

### Consistance du réseau
Le réseau routier comprend cinq catégories de voies : les autoroutes et routes nationales appartenant au domaine public routier national et gérées par l'État, les routes départementales (RD) appartenant au domaine public routier départemental et gérées par le Conseil général d'Indre-et-Loire et les voies communales et chemins ruraux appartenant respectivement aux domaines public et privé des communes et gérées par les municipalités. Le linéaire de routes par catégories peut évoluer avec la création de routes nouvelles ou par transferts de domanialité entre catégories par classement ou déclassement, lorsque les fonctionnalités de la route ne correspondent plus à celle attendues d'une route de la catégorie dans laquelle elle est classée. Ces transferts peuvent aussi résulter d'une démarche globale de transfert de compétences d'une collectivité vers une autre.
Au 31 décembre 2011, la longueur totale du réseau routier du département d'Indre-et-Loire est de 11 899 kilomètres, se répartissant en 204 kilomètres d'autoroutes, 12 kilomètres de routes nationales, 3 926 kilomètres de routes départementales et 7 757 kilomètres de voies communales. 
Il occupe ainsi le 40e rang au niveau national sur les 96 départements métropolitains quant à sa longueur et le 55e quant à sa densité avec 1,9 kilomètre par kilomètre carré de territoire.
Trois grandes réformes ont contribué à faire évoluer notablement cette répartition : 1930, 1972 et 2005.
L'évolution du réseau routier entre 2002 et 2017 est présentée dans le tableau ci-après.
|                        | 2002   | 2003   | 2004   | 2005   | 2006   | 2007   | 2008   | 2009   | 2010   | 2011   | 2012   | 2013   | 2014   | 2015   | 2016   | 2017   |
| ---------------------- | ------ | ------ | ------ | ------ | ------ | ------ | ------ | ------ | ------ | ------ | ------ | ------ | ------ | ------ | ------ | ------ |
| Autoroutes             | 100    | 110    | 111    | 142    | 134    | 205    | 205    | 205    | 205    | 204    | 204    | 204    | 204    | 204    | 204    | 204    |
| Routes nationales      | 287    | 287    | 287    | 5      | 14     | 12     | 12     | 12     | 12     | 12     | 12     | 12     | 12     | 12     | 12     | 12     |
| Routes départementales | 3 348  | 3 348  | 3 352  | 3 389  | 3 813  | 3 696  | 3 849  | 3 849  | 3 923  | 3 926  | 3 940  | 3 942  | 3 938  | 3 953  | 3 954  | 3 957  |
| Voies communales       | 6 912  | 6 961  | 7 045  | 7 176  | 7 276  | 7 522  | 7 522  | 7 690  | 7 757  | 7 757  | 7 831  | 7 894  | 7 894  | 7 950  | 8 150  | 8 186  |
| TOTAL                  | 10 647 | 10 706 | 10 795 | 10 712 | 11 237 | 11 435 | 11 588 | 11 756 | 11 897 | 11 899 | 11 987 | 12 052 | 12 048 | 12 119 | 12 320 | 12 359 |

## Réalisations ou événements récents
Cette section a pour objet de recenser les événements marquants concernant le domaine de la Route dans le département d'Indre-et-Loire depuis 1990. Seront ainsi citées les déclarations d’utilité publique, les débuts de travaux et les mises en service. Seuls les ouvrages les plus importants soit par leur coût soit par leur impact (déviation de bourgs) seront pris en compte. De même il est souhaitable de ne pas recenser les projets qui n’ont pas encore fait l’objet d’une utilité publique.